# Jeff Williams (basebollspelare)
Jeff Williams, född den 6 juni 1972 i Canberra i Australien, är en australisk före detta professionell basebollspelare som spelade fyra säsonger i Major League Baseball (MLB) 1999-2002. Williams var vänsterhänt pitcher.
Williams tog silver vid olympiska sommarspelen 2004 i Aten. Han deltog även vid olympiska sommarspelen 1996 i Atlanta.
Williams spelade 1999-2002 för Los Angeles Dodgers i MLB.
Williams har även spelat 1997-2002 i Dodgers farmarklubbssystem. Han har även spelat i Japan.
Williams namngavs i den så kallade Mitchellrapporten 2007, där han pekades ut som köpare av anabola steroider. Williams svarade inte på anklagelserna i rapporten. Senare har han dock förnekat att han använt några otillåtna medel.